# Inestabilidad (meteorología)
En meteorología, la inestabilidad es el estado de una masa de aire cuyas condiciones físicas se prestan al desarrollo de amplios movimientos de convección verticales.
La inestabilidad es tanto más profunda cuando más acentuado sea el gradiente de las temperaturas verticales y cuanto más húmedo esté el aire.